# Lucija Grd
Lucija Grd (* 7. August 2004 in Zagreb) ist eine kroatische Leichtathletin, die im 100-Meter-Hürdenlauf an den Start geht.

## Sportliche Laufbahn
Erste internationale Erfahrungen sammelte Lucija Grd im Jahr 2020, als sie bei den U20-Balkan-Meisterschaften in Istanbul in 14,47 s den vierten Platz im 100-Meter-Hürdenlauf. Im Jahr darauf wurde sie bei den U20-Balkan-Hallenmeisterschaften in Sofia über 60 m Hürden disqualifiziert und 2023 wurde sie bei den U20-Balkan-Hallenmeisterschaften in Belgrad in 8,78 s Sechste im C-Lauf. Im Juli belegte sie bei den U20-Balkan-Meisterschaften in Denizli in 14,38 s den sechsten Platz über 100 m Hürden und anschließend schied sie bei den U20-Weltmeisterschaften in Cali mit 13,89 s in der ersten Runde aus. Im Jahr darauf wurde sie bei den U23-Mittelmeer-Hallenmeisterschaften in Valencia in 8,32 s Vierte über 60 m Hürden und im August belegte sie bei den U20-Europameisterschaften in Jerusalem in 14,02 s den achten Platz über 100 m Hürden und kam mit der kroatischen 4-mal-100-Meter-Staffel im Vorlauf nicht ins Ziel. 2024 begann sie ein Studium an der Yale University in den Vereinigten Staaten und im Jahr darauf schied sie bei den U23-Europameisterschaften in Bergen mit 13,88 s in der ersten Runde aus.
2023 wurde Grd kroatische Meisterin in der 4-mal-100-Meter-Staffel. Zudem wurde sie 2023 Hallenmeisterin über 60 m Hürden.

## Persönliche Bestleistungen
- 100 m Hürden: 13,29 s (+0,6 m/s), 16. Juni 2023 in  Graz
  - 60 m Hürden (Halle): 8,11 s, 4. Februar 2023 in Zagreb